# Hans-Werner Grosse
Hans-Werner Grosse (Swinemünde, República de Weimar, 22 de noviembre de 1922 - Lübeck, Alemania, 18 de febrero de 2021) fue un piloto alemán de planeador, que estableció 46 récords mundiales aprobados por el Federación Aeronáutica Internacional (FAI). 

## Biografía
Su récord mundial en distancia libre en planeador de 1460,8 km de su ciudad natal de Lübeck (Alemania) a Biarritz (Francia) se estableció el 25 de abril de 1972 en un ASW 12. Después de once horas y media en vuelo, aterrizó en Biarritz. Ocupó esta distinción durante más de 30 años. Fue superado el 9 de enero de 2003 por Klaus Ohlmann, en Argentina. 
Este registro no fue su único éxito. Estableció 46 récords mundiales en vuelos sin motor. Entre sus otros récords mundiales se cuentan: la mayor distancia triangular (1306 km en 1981), la velocidad más rápida alrededor de un triángulo de 1250 km (133 km/h en 1980) y la velocidad más rápida alrededor de un triángulo de 300 km (158 km/h también en 1980). Estos vuelos se iniciaron en Alice Springs, Australia. Grosse consiguió el segundo puesto en el Campeonato Mundial de Vuelo sin motor en 1970. 
Por su 75.º cumpleaños, Hans-Werner Grosse fue nombrado miembro honorario del equipo nacional alemán de vuelo sin motor de la FAI por su destacada actuación en el deporte. El certificado de esto, único en su tipo hasta este momento (2021), fue presentado por el presidente de la Comisión Internacional de Vuelo sin motor (CIG) y el director del Campeonato Mundial de Vuelo sin motor 1999 en Bayreuth, Peter Ryder, en la fiesta de cumpleaños el 29 de noviembre de 1997. Hans-Werner Grosse es también miembro honorario del Deutsche Clubes eV. Él mismo posee el primer modelo de este planeador, que tiene el mejor desempeño de cualquier hasta la fecha.
Su compromiso con el vuelo sin motor también se muestra por la creación del proyecto, "Jugendfördernde Maßnahmen Ost" (Medidas de apoyo a la juventud oriental). En este proyecto, Hans-Werner Grosse hace su alto rendimiento en un planeador ASH 25 a disposición de jóvenes pilotos en las organizaciones en la región oriental de Alemania con el fin de hacer posible que la nueva generación de pilotos de parapente que vuelen con equipo moderno que no suele ser el que tienen a su disposición. 
Desde sus 40 años del récord de 1972 éste todavía no se ha roto en Europa, Hans-Werner Grosse ha ofrecido un premio para el piloto que consigue hacerlo en suelo europeo.